# Pristimantis aquilonaris
Espèce
Statut de conservation UICN

 LC  : Préoccupation mineure
Pristimantis aquilonaris est une espèce d'amphibiens de la famille des Craugastoridae.

## Répartition
Cette espèce est endémique de la province de Huancabamba dans la région de Piura au Pérou. Elle se rencontre entre 2 000 et 2 500 m d'altitude dans la cordillère de Huancabamba.

## Publication originale
- Lehr, Aguilar, Siu-Ting & Jordan, 2007 : Three new species of Pristimantis (Anura: Leptodactylidae) from the Cordillera de Huancabamba in northern Peru. Herpetologica, vol. 63, no 4, p. 519-536 (texte intégral).